# Papa Eusébio
Eusébio (em grego:  Εὐσέβιος, Efsévios; em latim: Eusebius), (Sardenha ou Grécia, c. 260 – Sicília, c. 17 de agosto de 310)  foi o Papa da Igreja Católica, que o venera como Santo e Mártir, tendo sido eleito em c. 18 de abril de 309 e permanecendo como Sucessor de Pedro na Sé de Roma até sua morte, em c. 17 de agosto de 310.
Seu pontificado durou apenas 121 dias, em consequência das perturbações e atos de violência na Igreja, devido a uma rumorosa disputa sobre a readmissão dos apóstatas, foi banido pelo imperador Magêncio, que governava Roma desde 306 e tinha se mostrado simpático aos cristãos.
Eusébio morreu em 17 de agosto de 309 (ou 310), no exílio na Sicília e foi enterrado na catacumba de São Calisto.
O Papa Dâmaso I colocou um epitáfio em seu túmulo.
Sua festa é no dia 26 de setembro.

## Biografia
Os detalhes do seu pontificado podem ser deduzidos a partir do epitáfio de oito hexâmetros composto pelo Papa Dâmaso I para a sua tumba.
FEITO POR DÂMASO, BISPO – Heráclio não quis que os lapsi fizessem penitência pelos seus pecados. Eusébio ensinou aos míseros a chorarem suas culpas. Dividiram-se em duas partes os fiéis com o crescer da paixão. Rebeliões, assassinatos, guerras, discórdia, disputas. Ambos são expulsos pelo ferocíssimo tirano Magêncio, ainda que o papa tenha conservado intactos os vínculos da paz. Com prazer, sofreu o exílio por juízo do Senhor e, na costa da Sicília, deixou o mundo e a vida. A EUSÉBIO, BISPO E MÁRTIR.
Graças somente a antigas transcrições que este epitáfio chegou até os dias de hoje. Alguns fragmentos do original, juntamente com uma cópia de mármore do Século VI construída para substituir o original destruído, foi encontrada por Giovanni Battista de Rossi na capela papal da Catacumba de São Calisto. A partir desta inscrição se infere que graves dissensões internas na Igreja Romana sobre a readmissão dos apóstatas – os lapsi – após a Perseguição de Diocleciano, que já tinha criado problemas ao Papa Marcelo I. Eusébio confirmou a atitude adotada pelo seu antecessor: excomungar os que tinham apostatado, com a possibilidade de serem readmitidos aqueles que, depois de um ato público de penitência (Eusebius miseros docuit sua crimina flere), manifestassem um sincero arrependimento.
Este ponto de vista foi combatido por uma facção de cristãos comandada por um certo Heráclito. Não se sabe se este último e seus sustentadores apoiassem um ponto de vista mais novacionista e, portanto, mais rígida, ou uma atitude mais clemente. Seja como for, a segunda hipótese é, de longe, a mais provável: Heráclito deveria ser o líder de um movimento de apóstatas que exigiam a reintegração imediata no corpo da Igreja. Damaso descreveu com termos muito fortes o conflito (seditio, cœdes, bellum, discordia, lites). É provável que Heráclito e os seus liderados procurassem facilitar a própria readmissão à Sagrada Liturgia e que os fiéis agrupados em torno dele estivessem constrangidos diante dos demais. Por causa destes contrastes, tanto Eusébio quanto Heráclito foram exilados pelo Imperador Magêncio. Eusébio, em particular, foi deportado para a Sicília em 17 de agosto, onde morreu. O seu corpo foi transladado, em seguida, para Roma, provavelmente em 26 de setembro de 311 (segundo o Depositio Episcoporum contido na "Cronografia" de 354), e depositado em um cubículo nas Catacumbas de São Calisto, perto da cripta do Papa Caio.

## O culto
A sua firme defesa da disciplina eclesiástica e o exílio ao qual foi condenado, o fizeram ser venerado como mártir. Segundo o cardeal Giovanni Giacomo Panciroli deveria estar na Basílica de São Sebastião das Catacumbas, mesmo que algumas relíquias estejam comprovadamente conservadas na Igreja de San Lorenzo in Panisperna.
A sua festa se celebra em 17 de agosto, dia da sua deportação.